# Ułan Muratbek uułu
Ułan Muratbek uułu (kirg. Улан Муратбек уулу; ur. 11 września 2000) – kirgiski zapaśnik walczący w stylu klasycznym. Zajął dwunaste miejsce na mistrzostwach świata w 2024.
Brązowy medalista mistrzostw Azji w 2024. Mistrz Azji U-23 w 2023 roku.